# 海南流苏树
海南流苏树（学名：Chionanthus hainanensis），原为海南李榄，为木犀科流苏树属下的一个种。产于中国海南。生海拔1500米以下的密林中。模式标本采自海南崖县。其种加词“hainanensis”意为“海南的”。